# Peredeo (vescovo)
Peredeo (in latino Peredeus; ... – 779) è stato un vescovo longobardo, vescovo di Lucca tra il 755 e il 779.

## Biografia
Figlio di Sundruda e Pertuald, fidelis di Liutprando, viene citato per la prima volta in un documento nel 720 e nel 750 era ancora diacono. Divenne vescovo nei primi anni 750, dato che era già al vertice della diocesi di Lucca tra il luglio 754 e il settembre 755, quando richiese alla corte pavese gli atti del suo predecessore.
Valido amministratore, rifondò lo xenodochium di San Colombano e fece ricostruire San Michele in Cipriano. In seguito alla conquista del 774 trascorse del tempo in Francia come ostaggio dei Franchi (774-776) e, di ritorno a Lucca nel 777, si occupò di amministrare le rendite dei beni ecclesiastici, ampliando il territorio episcopale lucchese fino a comprendere le diocesi di Pescia, Massa, San Miniato e i territori della Val d'Elsa e della Maremma toscana.
Fece testamento nel marzo 778, forse prima del suo coinvolgimento nella spedizione guidata da Volfuino, conte di Verona, per volere di Carlo Magno (spinto da Adriano I) per riconquistare Terracina. 
Viene menzionato per l'ultima volta il 25 febbraio 779.